# Station Wrocław Partynice
Station Wrocław Partynice is een spoorwegstation in de Poolse plaats Wrocław.